# I. János szász király
János Nepomuk szász királyi herceg, teljes nevén János Nepomuk Mária József Antal Xavér Vince Alajos Ferenc Szaniszló Bernát Pál Félix János, (németül) Johann Nepomuk Maria Joseph Anton Xaver Vincenz Aloys Franz de Paula Stanislaus Bernhard Paul Felix Damasus von Sachsen, (Drezda, 1801. december 12. – Pillnitz, 1873. október 29.); a Wettin-ház Albert-ágából származó szász (választófejedelmi) herceg, 1806-tól királyi herceg, 1836-tól koronaherceg (trónörökös), 1854-től haláláig I. János néven Szászország negyedik királya. Bátyját, a kocsibalesetben meghalt II. Frigyes Ágost királyt követte a trónon. Uralkodása alatt az ipar és kereskedelem fellendítésén és az igazságszolgáltatás javításán fáradozott. Részt vett a büntető és polgári törvénykönyvek módosításában és országa alkotmányának megszövegezésében is.

## Élete

### Származása, ifjúkora
János herceg 1801-ben született Drezdában, a Szász Választófejedelemség fővárosában.
Édesapja a Wettin-ház Albert-ágából való Miksa szász trónörökös herceg (1759–1838) volt, III. Frigyes Ágost választófejedelem öccse, 1806–1830 között a királyság kijelölt trónörököse, Frigyes Keresztély szász választófejedelemnek (1722–1763), Szászország korábbi régensének és a Wittelsbach-házból származó Mária Antónia Walpurga bajor hercegnőnek (1724–1780) legifjabb, ötödik fia, apai ágon III. Ágost lengyel király (1696–1763) unokája, anyai ágon VII. Károly német-római császár (1697–1745) unokája.
Édesanyja a koronaherceg első felesége, Karolina Mária Bourbon–parmai hercegnő (1770–1804) volt, a Bonaparte tábornok által trónjáról elűzött I. Ferdinánd parmai hercegnek (1751–1802) és a Habsburg–Lotaringiai-házból való Mária Amália osztrák főhercegnőnek (1746–1804) legidősebb leánya, Mária Terézia császárné és I. (Lotaringiai) Ferenc német-római császár unokája.
Szülei házasságából 7 gyermek született:
- Mária Amália Friderika hercegnő (1794–1870), színházi és operaszerző.
- Mária Ferdinanda Amália hercegnő (1796–1865), aki 1821-ben III. Ferdinánd toszkánai nagyherceghez, II. Lipót császár fiához ment feleségül.
- Frigyes Ágost herceg (1797–1854), 1836-tól II. Frigyes Ágost néven Szászország királya.
- Kelemen (Clemens) Maria Nepomuk herceg (1798–1822)
- Mária Anna Karolina hercegnő (1799–1832), aki 1817-ben II. Lipót toszkánai nagyherceghez, III. Ferdinánd nagyherceg fiához ment feleségül.
- János Nepomuk herceg, 1854-től I. János szász király
- Mária Jozefa Amália (1803–1829), 1819-től VII. Ferdinánd spanyol király harmadik felesége.

A napóleoni háborúk során 1806. október 14-én Szászország a negyedik koalíció tagjaként a Jéna-auerstädti csatában megsemmisítő vereséget szenvedett Napóleon csapataitól. 1806. december 11-én Szászország aláírta a poseni békeszerződést, ennek nyomán december 20-án Napóleon császár az uralkodó III. Frigyes Ágost választófejedelmet Szászország királyának ismerte el, I. Frigyes Ágost néven. A király öccse, Miksa herceg és fia, az 5 éves János herceg is szász királyi hercegi rangra emelkedett.
János herceg már 20 éves korában belépett a titkos pénzügyi tanácsba (Geheimes Finanzkollegium), amelynek 1825-ben alelnöke lett. A pénzügyi tanácsnál töltött évei alatt alapos szaktudásra tett szert a tanács elnökének, Freiherr von Manteuffelnek vezetése alatt. Később az első kamara tagjává választották. 1830-ban átvette a szász nemzetőrség vezetését, és 1831-től fogva a királyi államtanácsnak is tagja volt.

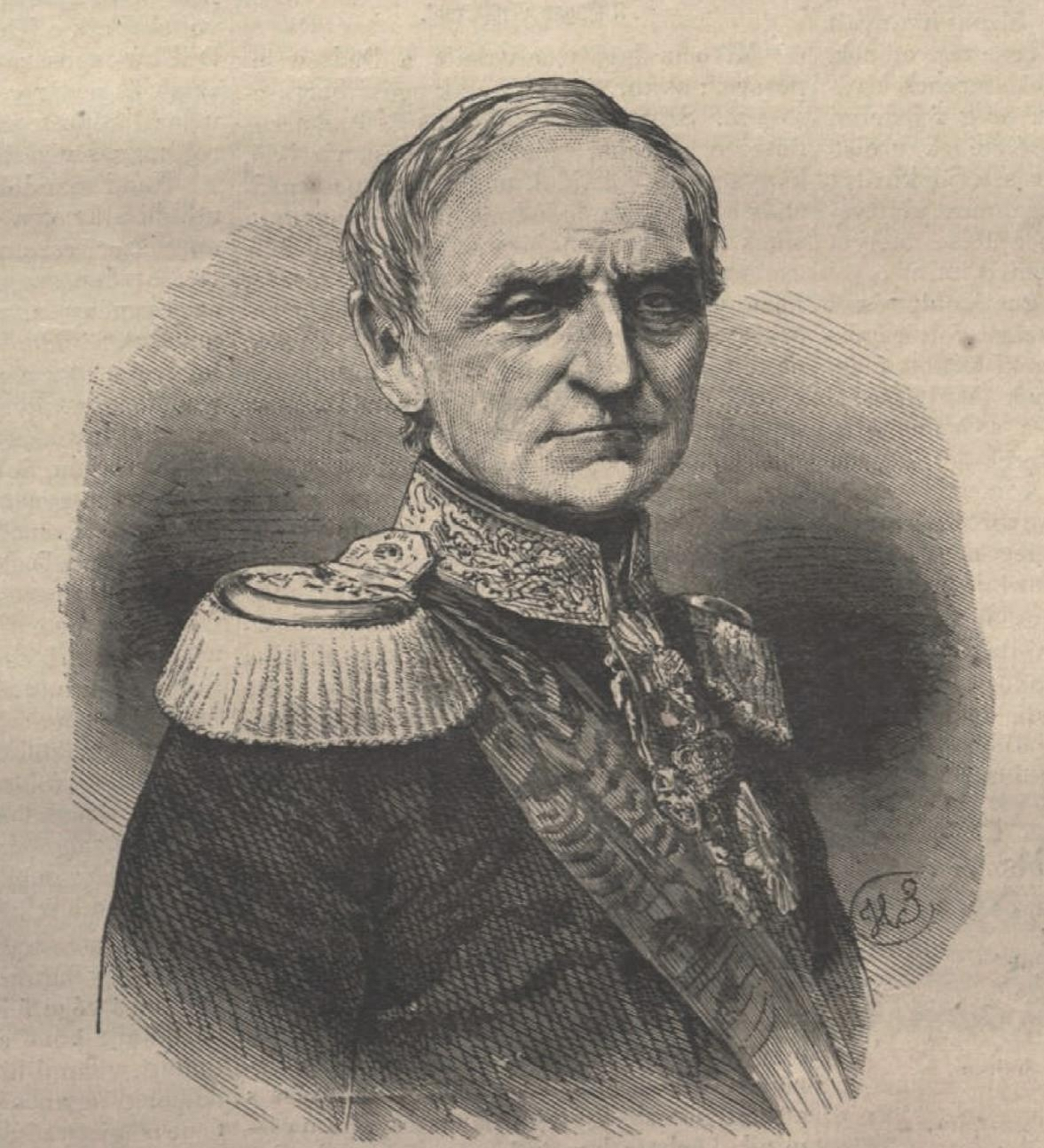
I. János szász király

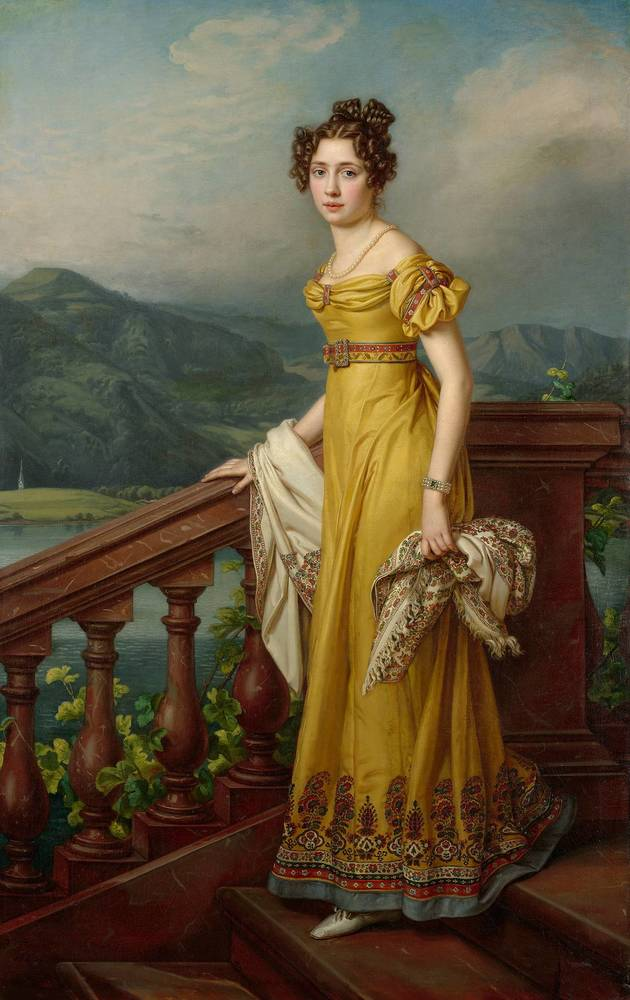
Felesége, Amália Auguszta bajor királyi hercegnő.

### Szászország királya
Jánosnak kevés esélye volt a trón megszerzésére, hiszen a trónöröklési sorrendben apja és két idősebb bátyja, Frigyes Ágost és Kelemen hercegek is megelőzték őt. 1821-ben János és Kelemen Itáliai tanulmányi útra mentek, melynek során Kelemen 1822-ben Pisában elhunyt, János ekkor kezdett érdeklődni az olasz nyelv és irodalom iránt.
1830-ban a forradalmi mozgalmak a liberálisok követelésére idősebbik bátyját, Frigyes Ágost 1830-ban társuralkodóvá nevezték ki idős nagybátyjuk, Antal király mellett, ugyanakkor édesapjukat, az idős Miksa koronaherceget is lemondatták trónigényéről. János herceg a második helyre lépett elő a trón várományosainak sorrendjében. Tagja lett annak a bizottságnak, amely 1831-ben megszövegezte Szászország új, mérsékelten konzervatív alkotmányát.
Antal király elhunytakor, 1836-ban Frigyes Ágost foglalta el Szászország trónját. János herceg, a kijelölt trónörökös csak 1854-ben, 53 éves korában lett az ország királya, mikor bátyja, II. Frigyes Ágost egy baleset következtében elhunyt, utód hátrahagyása nélkül.
Az igazságügy 1855. évi átszervezése mellett János király sokat tett a vasúthálózat bővítéséért, a céhrendszer eltörléséért, valamint nagy része volt a lipcsei egyetem fellendítésében is.
Miniszterelnöke, a poroszellenes Friedrich von Beust hatására a Szász Királyság az Osztrák Császárság oldalán lépett be az 1866-ban kirobbant porosz–osztrák háborúba (héthetes háború). A szász csapatok kitartóan támogatták Ausztriát, ezért Ferenc József elérte, hogy a prágai békében Szászország területét ne csonkítsák meg.
A vereség után János menesztette Beust miniszterelnököt, és Bismarck Északnémet Szövetsége mellé állt. Az 1870–71-es porosz–francia háborúban a Szász Királyság már Poroszországot támogatta.
János már fiatalkorában is nagy szeretettel foglalkozott művészetekkel (történelemmel, jogtudományokkal, politikával) és irodalommal és nagy buzgalommal tanulmányozta Herder, Schiller és Goethe munkásságát, ez a művészetszeretet egész életén át elkísérte. Maga is írt néhány verset - költeményeit Karola szász királyné adta ki 1902-ben, „Die Dichtungen des Königs Johann von Sachsen” címen (Lipcsében). Egy Olaszországban tett utazásáról (1821–1822) szép rajzokat készített, utazása után különösen szívesen tanulmányozta az olasz nyelvet és irodalmat. Philalethes álnéven németre fordította, és 3 kötetben kiadta Dante Isteni színjátékát (1839–49), melyhez kritikai és történelmi jegyzeteket is mellékelt.

### Házassága, utódai
János 1822. november 21-én, Drezdában feleségül vette Amália Auguszta bajor királyi hercegnőt (1801–1877), I. Miksa bajor király és Karolina Friderika Vilma badeni hercegnő leányát, akitől 9 gyermeke született:
- Mária Auguszta Friderika (1827–1857)
- Frigyes Ágost Albert (1828–1902), 1873-tól haláláig I. Albert néven Szászország királya.
- Mária Erzsébet Maximiliána (Drezda, (1830–1912), aki 1850-ben Ferdinánd Mária Albert Amadé savoya-carignani herceghez, Genova hercegéhez (1822–1855), Károly Albert szárd–piemonti király fiához ment feleségül.
- Frigyes Ágost Ernő (1831–1847), fiatalon meghalt.
- Frigyes Ágost György (1832–1904), 1902–1904 között I. György néven Szászország királya.
- Mária Szidónia (1834–1862)
- Anna Mária (1836–1859), aki 1856-ban IV. Ferdinánd toszkánai nagyherceg első felesége lett,
- Margit Karolina (1840–1858), aki 1856-ban Habsburg–Lotaringiai Károly Lajos főherceg első felesége lett,
- Zsófia Mária (1845–1867), aki 1865-ben Károly Tivadar bajor herceghez, Erzsébet királyné öccséhez ment feleségül.

Apja mintáját követve ő is személyesen gondoskodott gyermekei taníttatásáról.

## Emléke
- 1889-ben lovasszobrot avattak emlékére Drezdában, amelyet Johannes Schilling készített.